# 1948

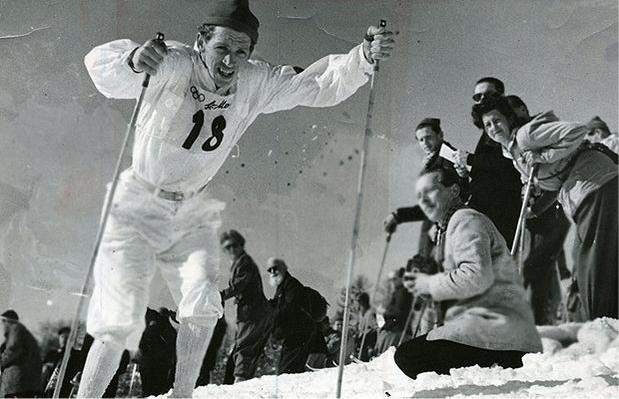
Olympiska vinterspelen i Sankt Moritz

1948 (MCMXLVIII) var ett skottår som började en torsdag i den gregorianska kalendern.

## Händelser

### Januari
- Januari – Första delen i Kinseyrapporten om mäns sexuella beteende publiceras i USA, under stort uppseende [1].
- 1 januari
  - Järnvägarna i Storbritannien förstatligas.[1]
  - Heinz Nordhoff tillträder befattningen som verkställande direktör för Volkswagen i Wolfsburg.
  - Sverige inför allmänt barnbidrag med 260 SEK per barn och år för barn upp till 16 års ålder[2]
  - En ny svensk rättegångsbalk och en ny svensk lag om allmän folkpension träder i kraft.
  - Kiruna får stadsprivilegier.[3]
  - Köpingen Hässelby villastad uppgår i Stockholms stad.
- 4 januari – Burma och Ceylon blir självständiga[4]
- 23 januari – Den svenske författaren Sven Lidman går till angrepp mot Pingströrelsens ledare Lewi Pethrus. Sven Lidman, som varit redaktör för Pingströrelsens veckotidning Evangelii Härold sedan 1922, avsäger sig uppdraget.[5]
- 30 januari
  - Mahatma Gandhi mördas av en hinduisk extremist i New Delhi.[2]
  - De femte olympiska vinterspelen (och de första på tolv år) avgörs i Sankt Moritz, och pågår fram till 8 februari[2]

### Februari
- Februari – Sveriges Radio anordnar en debatt på temat "Är Sverige vanstyrt?".
- 4 februari
  - Sveriges utrikesminister Östen Undén deklarerar att Sverige ska fortsätta att vara neutralt och inte delta i den militära blockbildning som pågår i Västeuropa[5]
  - Ceylon blir självständigt inom det brittiska samväldet.
- 15 februari – Den första NASCAR-tävlingen äger rum på stranden i Daytona Beach, Florida.
- 16 februari – Miranda, Uranus innersta måne upptäcks av Gerard Kuiper.[6]
- 25 februari – Kommunisterna griper makten i Tjeckoslovakien genom en kupp.[2]

### Mars
- 7 mars – Nils "Mora-Nisse" Karlsson tar sin femte seger i Vasaloppet.[5]
- 14 mars – 71 personer omkommer vid gruvexplosion i Jugoslavien.[7]
- 17 mars – Belgien, Frankrike, Luxemburg, Nederländerna och Storbritannien sluter avtal om ekonomi och försvar.[4]
- 26 mars – På Södermalm i Stockholm uppstår kväll efter kväll svåra kravaller där tusentals ungdomar slåss med polisen i det som kom att kallas Götgatskravallerna eller Påskkravallerna.[8] Polisbilar angrips, och polisen spärrar Medborgarplatsen på kvällarna och kravallerna upphör.[5] De unga klagar över att det inte finns något att göra.
- 29 mars – Paus Grand Prix blir det första Grand Prix-loppet som kallas för "Formel 1".

### April

Färöarna

- 1 april – Färöarna blir en självstyrande del av det danska riket.[2]
- 6 april – VSB-fördraget mellan Finland och Sovjetunionen undertecknas i Moskva på sovjetiskt initiativ.[2]
- 7 april – FN inrättar Världshälsoorganisationen (WHO).[4]
- 16 april – Sverige är med vid bildandet av Organisationen för europeiskt ekonomiskt samarbete (OEEC).
- 19 april – Statsminister Tage Erlander och kommunistledaren Sven Linderot debatterar "Demokrati och folkdemokrati" i konserthuset i Stockholm. Utanför lyssnar stora folkskaror genom högtalare.[8]
- 29 april – Bensin ransoneras i Sverige.

### Maj

Israel utropas som stat.

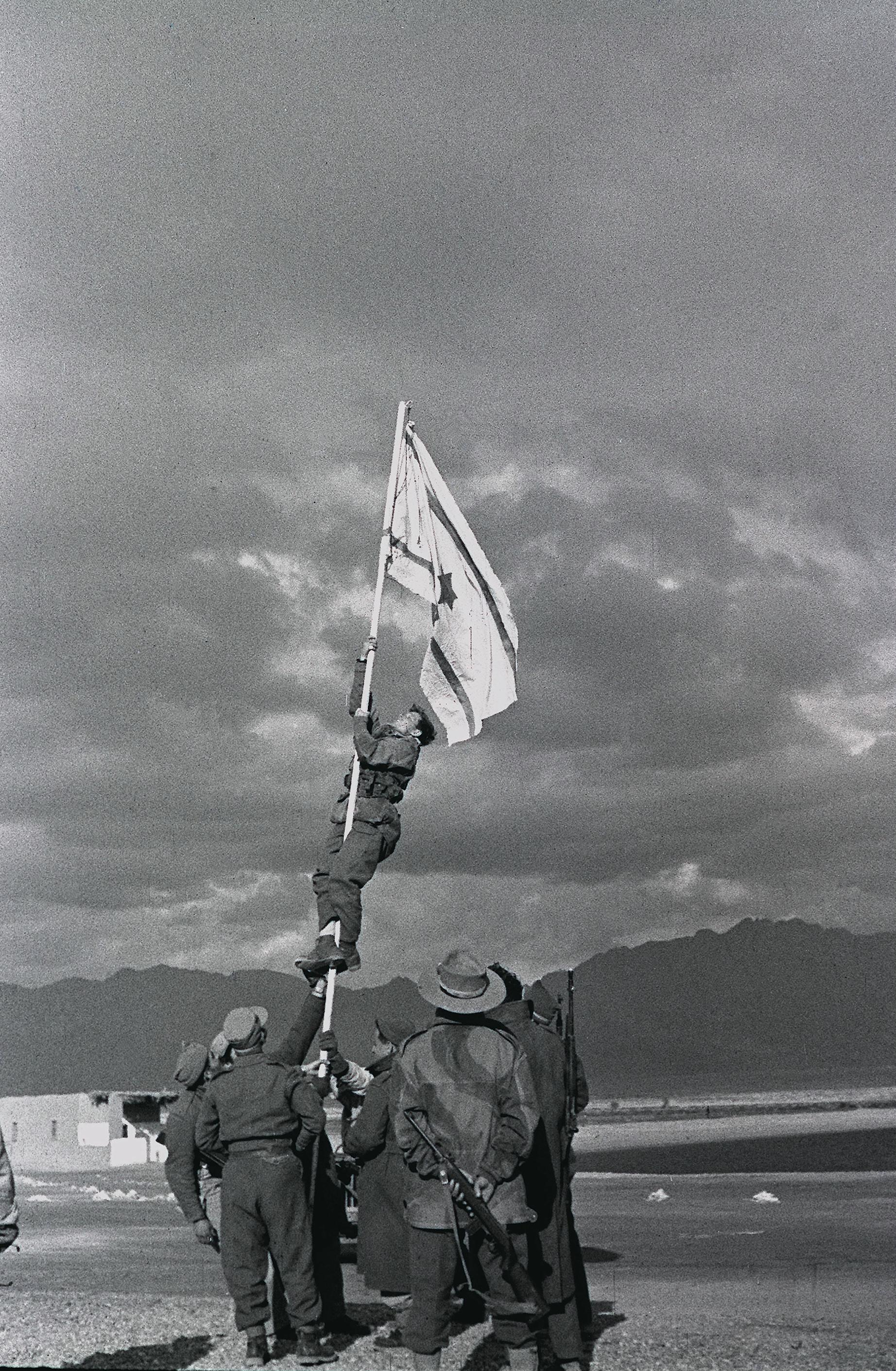
1948 års arabisk-israeliska krig.

- 12 maj – Drottning Vilhelmina av Nederländerna abdikerar till förmån för Juliana.[2]
- 14 maj
  - Brittiska Palestinamandatet upphör, och David Ben-Gurion, ledare för Jewish Agency utropar Israel som oberoende stat.[1]
  - Mordet på en 3-årig flicka i Blackburn leder till att fingeravtryck tas på över 40 000 män i staden i ett försök att hitta mördaren.[9]
  - Minnessedeln "Gustav V 90 år" utges, Sveriges riksbank
- 15 maj
  - De svenska löparna Arne Andersson, Gunder Hägg och Henry Kälarne är från denna dag avstängda på livstid på grund av brott mot amatörbestämmelserna.
  - Israel anfalls av Egypten, Jordanien, Libanon, Irak, Syrien och Saudiarabien.
- 16 maj – Chaim Weizmann blir vald till den första presidenten av staten Israel.
- 20 maj – Den svenske greven Folke Bernadotte utses till FN:s medlare i Palestinakonflikten.[1]

### Juni
- Juni – De så kallade Jönköpingskravallerna 1948 äger rum i Jönköping omkring midsommar detta år.
- 3 juni – Observatoriet på Palomar Mountain tas i bruk.
- 5 juni – Det svenska livsmedelsföretaget Findus lanserar barnmat på burk.[8] Företaget presenterar tre sorter: morotspuré, grönsakspuré med lammkött samt grönsakspuré med lever.[5]
- 11 juni – Folke Bernadotte ordnar vapenvila i det tidigare Brittiska Palestinamandatet.
- 18 juni – Den svenska 1946 års skolkommission avger sitt betänkande.
- 20 juni
  - D-mark blir valuta i de västliga ockupationszonerna i Tyskland.[2]
  - Skivbolaget Columbia lanserar LP-skivan som skall ersätta lackskivorna.[2]
- 21 juni – Beslut fattas genom försvarsbeslutet 1948 om viss förstärkning av det svenska försvaret mot bakgrund av kriserna i Östeuropa.[8]
- 24 juni – Sovjetunionen inför en blockad av Västberlin, och stänger alla tillfartsvägar. Västmakterna svarar med att upprätta en så kallad "luftbro" och klarar folkförsörjningen med flygleveranser.[2]
- 26 juni – Det första planet i Berlins luftbro landar i Västberlin.
- 28 juni – Kominform fördömer Tito och utesluter Jugoslavien ur Kominform.
- 29 juni
  - Sverige går med i OEEC.[10]
  - Prins Eugens Waldemarsudde öppnas för allmänheten.[8]

### Juli
- 1 juli – Det blir tillåtet för svenska poliser att föra samtal med medborgarna. Tidigare har det endast varit tillåtet för dem att svara på tilltal.
- 5 juli
  - National Health Service träder i kraft i Storbritannien, och ger alla rätt till allmän sjukvård.[11]
  - 39 personer omkommer då SAS-flygplanet Agnar Viking kolliderar med ett brittiskt flygplan i Storbritannien.[7]
- 8–10 juli – Vid en konferens i Koblenz beslutas att slå samman de tre västliga ockupationszonerna och bilda Förbundsrepubliken Tyskland, i dagligt tal Västtyskland.
- 29 juli – Deltagare från 59 länder finns med olympiska sommarspelen i London invigs. Tyskar och japaner är uteslutna.[2]

### Augusti

De fjortonde olympiaska sommarspelen hölls i London, Storbritannien.

- 29 juli–14 augusti – Olympiska sommarspelen avgörs i London.
- 5 augusti – Drottningholmsteatern inleder sommarföreställningar med en 1700-talsopera.[8]
- 7 augusti – Yangzijiangfloden och Gula floden i Kina svämmar över och 3 miljoner människor blir hemlösa.[12] Risfält förstörs.[13]
- 13 augusti – Sverige slår Jugoslavien med 3-1 i olympiska fotbollsfinalen på Wembley Stadium.[14]
- 20 augusti – Bilmekanikern Sture Jonsson löser den 2 000 000:e svenska radiolicensen.
- 21 augusti – Svensken Harry Snell vinner landsvägsloppet vid världsmästerskapet på cykel.[1]
- 24 augusti – Amerikanska handelskammaren i Japan håller sitt första möte.[15]

### September
- September
  - I den svenska valrörelsen betonar socialdemokraterna att någon större sänkning av skatteuttaget inte är aktuell, medan en stark progressivitet i skattesystemet skall införas.
- 1 september – Saab 29 Tunnan tog till luften för första gången.
- 8 september – En svår polioepidemi bryter ut i Halland.[8]
- 9 september – Svenska Amerika Liniens M/S Stockholm, det största fartyg som byggts i Sverige, sjösätts vid Götaverken.
- 15 september – Första numret av serietidningen Kalle Anka & C:o utkommer i Sverige.[2]
- 16 september – Den svenske FN-medlaren i Palestina, greve Folke Bernadotte, presenterar den så kallade Bernadotteplanen.
- 17 september – Svenske greve Folke Bernadotte, som medlar åt FN i arab-israeliska konflikten, mördas i Jerusalem av medlemmar ur den sionistiska gruppen Lehi.[2] Han har just färdigställt en rapport med förslag till tänkbara fredsvillkor (se under 16 september)[5].
- 18 september – Den allierade luftbron genomför 897 flygningar till Berlin.
- 19 september – I det svenska andrakammarvalet fördubblar Folkpartiet under Bertil Ohlin sitt röstetal från 26 till 57 mandat men Socialdemokraterna behåller regeringsmakten med sina 112 mandat.[2] Folkpartiet blir dock det största oppositionspartiet.[8]

### Oktober
- 2 oktober
  - Den svenska mjöl- och brödransoneringen upphör.[2]
  - Sundsvalls hovrätt för nedre Norrland invigs.
- 3 oktober – Den svenska djuphavsexpeditionen Albatrossexpeditionen avslutas.
- 9 oktober – Göteborgs hovrätt för västra Sverige invigs.
- 21 oktober – Bengt Anderbergs roman Kain utkommer och väcker med sina sexualord och svordomar långvarig sedlighetsdebatt i Sverige.
- 22 oktober – Walter Ulbricht förklarar Oder-Neisse-linjen som slutgiltig gräns mellan Polen och Tyskland.
- 28 oktober – Karin Kock blir svensk folkhushållningsminister.
- 29 oktober – Svenskan Amelie Posse flyr från Prag, sedan hennes motstånd mot kommunisterna gjort det för riskabelt för henne att vistas i Tjeckoslovakien.

### November
- 2 november

Presidentvalet i USA 1948

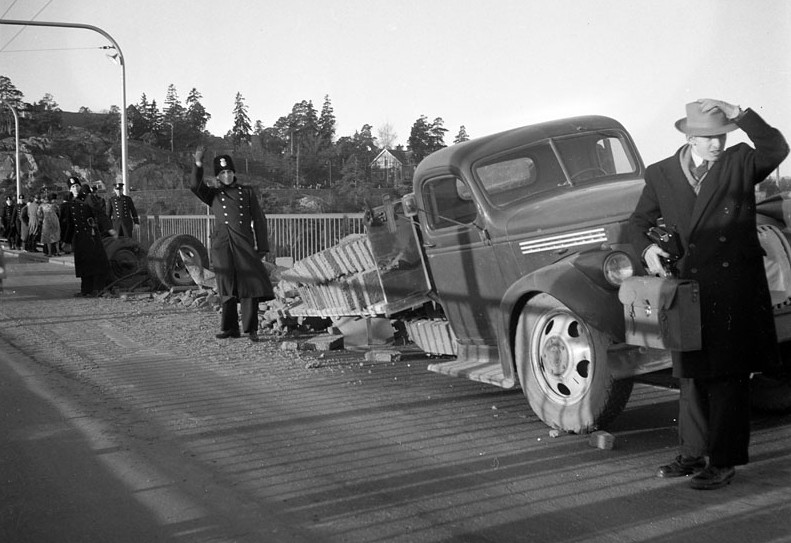
Essingebroolyckan

  - Demokraten Harry S. Truman besegrar republikanen Thomas E. Dewey och dixiekraten Strom Thurmond vid presidentvalet i USA.
  - Filmen En sommarsaga om de fyra faderslösa "sessorna" på Haga slott, Sveriges mest fotograferade flickor, har premiär.[2]
- 4 november – Åke Holmberg utkommer med boken Ture Sventon, privatdetektiv.[1]
- 12 november – Vid en krigsförbrytarrättegång i Japan döms sju högre militärer och ministrar till döden.
- 24 november – 11 personer omkommer vid Essingebroolyckan när en trådbuss kör av bron till Stora Essingen i Stockholm och störtar i vattnet [1]. En 12:e person i bussen överlever [7].
- 25 november – Diktaren Bo Setterlind debuterar med diktsamlingen Månvagga [8].

### December
- December – Amerikanska ingenjörer visar upp transistorn, som kan ersätta radiorören.[1]
- 1 december – Sveriges riksdag beslutar, att Sverige skall anslutas till OEEC (senare OECD), som har i uppgift att samordna Marshallplanen.[5]
- 3 december – Cirka 1 000 personer omkommer då kinesiska flyktingfartyget SS Kiangya exploderar.[7]
- 9 december
  - Evert Taubes visbok Ballader i det blå utkommer.
  - Harry Martinsons roman Vägen till klockrike utkommer.[5]

- 10 december

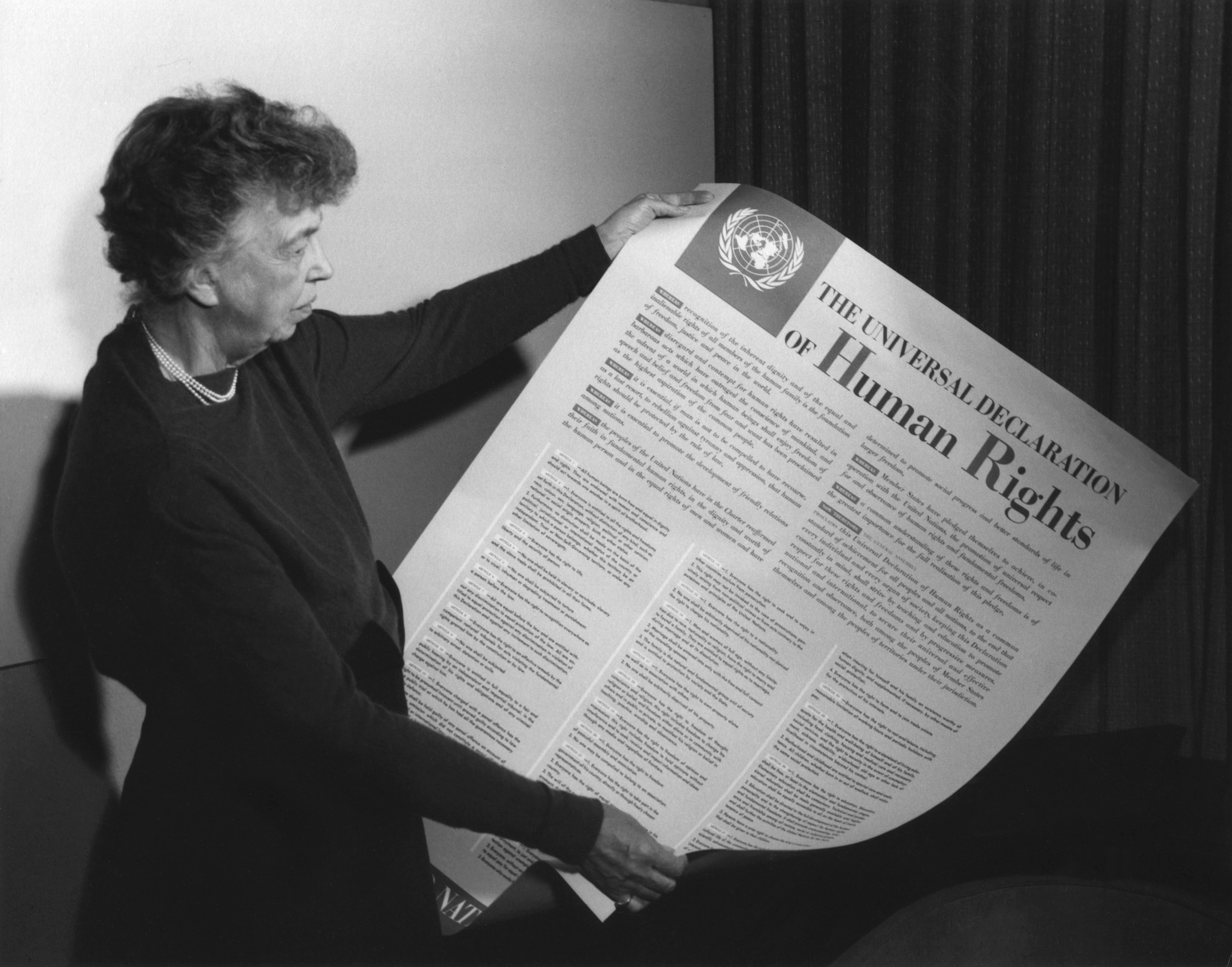
FN:s deklaration om de mänskliga rättigheterna

  - FN:s deklaration om de mänskliga rättigheterna antas.
  - Arne Tiselius Sverige får Nobelpriset i kemi för sin biokemiska forskning [8]. T.S. Eliot får nobelpriset i litteratur.[1]
- 29 december – Jugoslaviens president Josip Broz bryter med Josef Stalin och meddelar att Jugoslavien skall utveckla en egenform av kommunism [2].
- 31 december – Egyptiska soldater drivs bort från Negevöknen.[4]

### Okänt datum
- USA skickar flottstyrkor till Jerusalem för att skydda USA:s generalkonsul.[16]
- USA skickar marinsoldater till Kina för att skydda USA:s ambassad i Nanking, då kommunisterna intagit staden, samt Shanghai för att stödja skyddandet och evakueringen av amerikaner.[16]
- 3 600 personer omkommer vid en jordbävning i Japan.[12]
- En vargflock dödar över 40 barn i Darovskojdistriktet i Ryska SSR.[17]
- Det svenska dagstidningen Morgon-Tidningen angriper Högern och Folkpartiet, vilket leder till att tidningens ansvarige utgivare åtalas för ärekränkning.
- Registreringen av kommunister återupptas i Sverige.
- Arbetsmarknadsstyrelsen i Sverige propagerar för individuell arbetskraftsinvandring till Sverige istället för kollektiv.
- Sigrid Ekendahl blir LO:s första kvinnliga ombudsman.
- Den svenske riksbankschefen avgår i protest mot regeringens lågräntepolitik.
- Lantbruksnämnder inrättas i Sverige för att öka lönsamheten inom det svenska jordbruket genom sammanslagningar.
- Det svenska arbetsmarknadsverket (AMV) grundas.
- En ny svensk arbetarskyddslag, som reglerar frågor om arbetsmiljö och företagshälsovård med mera, antas.
- Familjebostadsbidrag införs i Sverige.
- Sveriges statsminister Tage Erlander informerar LO om att regeringen inte vill ha några storkonflikter på arbetsmarknaden.
- Landsorganisationen i Sverige och Svenska Arbetsgivareföreningen sluter ett arbetsstudieavtal.
- I syfte att förbättra relationerna mellan Svenska Arbetsgivareföreningen och Sveriges regering bildar företrädare för regeringen, näringslivet och fackföreningsrörelsen Torsdagsklubben.
- Den första icke-kristna församlingen i Sverige sedan Mosaiska församlingens grundande under 1700-talet bildas genom Turkislamföreningen för religion och kultur.
- Den oberoende liberala svenska kvällstidningen Kvällsposten grundas. Inledningsvis var den en högerinriktad söndagstidning.
- Den första modellen av den svenska Hasselbladskameran, 1600 F, ritad av Sixten Sason, presenteras.
- Skolpolisverksamhet startar i Köpenhamn i Danmark.
- Munkfors blir köping.[18]

## Födda

### Första kvartalet

#### Januari
- 1 januari – Pavel Gratjov, rysk militär och politiker, försvarsminister 1992–1996. (död 2012)
- 6 januari – Jan Fares, svensk skådespelare som föddes i Libanon.
- 7 januari – Anders Melander, svensk popmusiker och kompositör.
- 12 januari – Anthony Andrews, brittisk skådespelare.
- 14 januari – Carl Weathers, amerikansk skådespelare. (död 2024)
- 15 januari – Ronnie Van Zant, amerikansk musiker. (död 1977)
- 16 januari – John Carpenter, amerikansk filmregissör.
- 17 januari – Davíð Oddsson, isländsk politiker.
- 20 januari – Nathan Sharansky, israelisk politiker, författare, och sionist.
- 27 januari – Michail Barysjnikov, lettisk-amerikansk balettdansör.
- 28 januari
  - Charles Taylor, förre presidenten i Liberia.
  - Bennie Thompson, amerikansk demokratisk politiker, kongressledamot 1993-.
- 29 januari – Marc Singer, amerikansk skådespelare.

#### Februari
- 3 februari – Henning Mankell, svensk detektivförfattare. (död 2015)
- 4 februari – Alice Cooper, amerikansk rocksångare och låtskrivare.
- 5 februari
  - Sven-Göran Eriksson, svensk fotbollstränare, förbundskapten för Englands herrlandslag i fotboll 2001–2006. (död 2024)
  - Christopher Guest,amerikansk filmregissör, manusförfattare, kompositör och skådespelare.
  - Barbara Hershey, amerikansk skådespelare.
- 15 februari
  - Bernd Pischetsrieder, tysk ingenjör och företagsledare.
  - Radislav Krstić, serbisk general, dömd krigsförbrytare.
- 17 februari – György Cserhalmi, ungersk skådespelare.
- 19 februari
  - Pim Fortuyn, nederländsk politiker. (död 2002)
  - Raúl Grijalva, amerikansk demokratisk politiker, kongressledamot 2003–2025. (död 2025)
  - Tony Iommi, brittisk musiker, medlem i Black Sabbath.
- 22 februari – John Ashton, amerikansk skådespelare. (död 2024)
- 24 februari
  - Selvi J Jayalalithaa, indisk skådespelare och politiker. (död 2016)
  - Per Unckel, svensk moderat politiker. (död 2011)
- 26 februari – Örjan Ramberg, svensk skådespelare.
- 28 februari
  - Bernadette Peters, amerikansk skådespelare.
  - Kjell Isaksson, svensk stavhoppare.
  - Mercedes Ruehl, amerikansk skådespelerska.

#### Mars
- 5 mars – Bill Ward, brittisk musiker, medlem i Black Sabbath.
- 8 mars
  - Peggy March, amerikansk sångare.
  - Natalya Bogunova, rysk skådespelare.
- 9 mars – Abdullah Öcalan, kurdisk politiker.
- 10 mars – Lilian Johansson, svensk skådespelare.
- 11 mars
  - Sonja Hejdeman, svensk skådespelare.
  - Anthony Wayland Wright, brittisk parlamentsledamot för Labour.
- 12 mars
  - Virginia Bottomley, brittisk parlamentsledamot för Conservative.
  - James Taylor, amerikansk popmusiker.
- 16 mars – Hans Dahlgren, svensk ämbetsman och diplomat.
- 17 mars – William Gibson, författare.
- 20 mars – Bobby Orr, legendarisk kanadensisk ishockeyspelare.
- 22 mars
  - Wolf Blitzer, amerikansk TV-reporter vid CNN.
  - Andrew Lloyd Webber, brittisk kompositör.
- 26 mars – Steven Tyler, amerikansk musiker, sångare i Aerosmith.
- 28 mars – Dianne Wiest, amerikansk skådespelare.
- 31 mars
  - Al Gore, amerikansk demokratisk politiker, nobelpristagare.
  - Jim Marshall, amerikansk demokratisk politiker.
  - Rhea Perlman, amerikansk skådespelare.

### Andra kvartalet

#### April
- 2 april
  - Peter Harryson, svensk skådespelare och TV-programledare.
  - Bengt Palmers, svensk kompositör och producent.
- 4 april
  - Carlos Salinas, mexikansk president.
  - Abdullah Öcalan, kurdisk PKK-ledare.
  - Berry Oakley, amerikansk elbasist, medlem i The Allman Brothers Band.
- 6 april – Jo Leinen, tysk politiker, EU-parlamentariker.
- 9 april – Jaya Bachchan, indisk skådespelare.
- 11 april – Massimo D'Antona, italiensk professor, mördad.
- 12 april – Joschka Fischer, tysk politiker, utrikesminister 1998–2005.
- 21 april – Klas Möllberg, svensk artist, sångare och skådespelare.
- 22 april – Colin Burgon, brittisk parlamentsledamot för Labour.
- 28 april – Åke Raask, svensk sångare och artist.

#### Maj
- 7 maj – Susan Atkins, kriminell, en av Charle Mansons flickor.
- 10 maj – Meg Foster, amerikansk skådespelare.
- 12 maj
  - Maija-Liisa Bjurquist, finlandssvensk skådespelare.
  - Lindsay Crouse, amerikansk skådespelare.
- 15 maj – Brian Eno, brittisk musiker, medlem i Roxy Music.
- 19 maj – Grace Jones, amerikansk skådespelare.
- 22 maj – Richard Baker, amerikansk politiker.
- 27 maj – Bo Höglund, svensk skådespelare.

#### Juni
- 6 juni – Rocco Buttiglione, italiensk politiker.
- 7 juni – Med Reventberg, svensk skådespelare, teaterledare och kortfilmsregissör.
- 9 juni
  - Gudrun Schyman, svensk politiker, partiledare för Vänsterpartiet 1993–2003 [8].
  - Staffan Jacobson, svensk konstvetare och författare.
- 11 juni
  - Mike Conaway, amerikansk republikansk politiker.
  - Laloo Prasad Yadav, indisk politiker, partiledare för Rashtriya Janata Dal.
- 16 juni – Bjørn Sundquist, norsk skådespelare.
- 17 juni – Eddie Meduza, svensk musiker och kompositör.
- 19 juni – Nick Drake, brittisk låtskrivare och sångare.
- 20 juni – Anders Granström, svensk skådespelare, manusförfattare och producent.
- 22 juni – Todd Rundgren, amerikansk sångare, gitarrist, pianist och saxofonist.
- 28 juni – Kathy Bates, amerikansk skådespelare.
- 30 juni – Tomas Lidman, svensk historiker, riksarkivarie 2003–2010.

### Tredje kvartalet

#### Juli
- 1 juli
  - Thomas Nystedt, svensk skådespelare.
  - Ann-Christin Santesson, svensk filmproducent, scripta och skådespelare.
- 4 juli
  - René Arnoux, fransk racerförare.
  - Roger Berry, brittisk parlamentsledamot för Labour.
  - Tommy Körberg, svensk sångare och skådespelare.
- 5 juli – Py Bäckman, svensk låtskrivare och sångerska.
- 7 juli – Wiwa Korowi, generalguvernör i Papua Nya Guinea 1991–1997.
- 10 juli
  - Catherine Demongeot, fransk barnskådespelare.
  - Pinchas Zukerman, israelisk violinist.
- 12 juli – Ben Burtt, amerikansk ljudtekniker inom film.
- 14 juli – Tom Latham, amerikansk republikansk politiker, kongressledamot 1995-.
- 16 juli
  - Rubén Blades, panamansk skådespelare och salsasångare från Panama, numera politiker och turistminister.
  - Lars Lagerbäck, svensk förbundskapten i fotboll 1998-.
- 18 juli – Hartmut Michel, tysk kemist. Nobelpristagare.
- 19 juli
  - Bart Haynes, amerikansk musiker, trummis i The Castiles 1965–1966.
  - Okram Ibobi Singh, indisk politiker, chefsminister i Manipur.
- 20 juli – Muse Watson, amerikansk skådespelare.
- 21 juli
  - George W. Casey Jr., amerikansk armégeneral, arméstabschef 2007–.
  - Cat Stevens, eg. Steven Demitri Georgiou, brittisk popsångare, gitarrist och låtskrivare.
  - Anders Berglund, svensk arrangör, kompositör, dirigent och producent.
- 22 juli
  - John B. Larson, amerikansk demokratisk politiker, kongressledamot 1999-.
  - Per Mattsson, svensk skådespelare.
- 23 juli
  - Ross Cranston, brittisk parlamentsledamot för Labour.
  - John Hall, amerikansk gitarrist och politiker, kongressledamot 2007-2011.
- 27 juli
  - Hans Rosling, svensk läkare och professor.
  - Betty Thomas, amerikansk skådespelare.
- 30 juli – Jean Reno, fransk skådespelare.

#### Augusti
- 3 augusti – Jean-Pierre Raffarin, fransk politiker, premiärminister från 2002.
- 8 augusti
  - Anders Wejryd, Svenska kyrkans ärkebiskop sedan 2006.
  - Svetlana Savitskaja, rysk kosmonaut.
- 11 augusti
  - Kenneth "Kenta" Gustafsson, svensk sångare och missbrukare som blev känd genom filmen Dom kallar oss mods.
  - Jan Palach, tjeckisk historiestudent som satte eld på sig själv i protest mot den sovjetledda invasionen av Tjeckoslovakien 1968.
- 12 augusti – Kim Rhedin, svensk skådespelare.
- 16 augusti – Earl Blumenauer, amerikansk demokratisk politiker, kongressledamot 1996-.
- 19 augusti
  - Tommy Söderberg, svensk fotbollsledare och tränare.
  - Robert Hughes, australiensk skådespelare.
- 23 augusti – Mats Svegfors, svensk publicist och ämbetsman.
- 24 augusti
  - Jean Michel Jarre, fransk musiker.
  - Sauli Niinistö, finländsk politiker, justitieminister 1995–1996, finansminister 1996–2003, vice VD för Europeiska investeringsbanken från 2003.
- 31 augusti – Harald Ertl, österrikisk racerförare.

#### September
- 2 september – Christa McAuliffe, amerikansk astronaut.
- 4 september – Stefan Ljungqvist, svensk skådespelare och operasångare.
- 10 september
  - Brian Donohoe, brittisk fackföreningsman och parlamentsledamot för Labour från 1992.
  - Ted Poe, amerikansk republikansk politiker.
- 13 september – Rolf Adolfsson, svensk textförfattare och kompositör.
- 15 september
  - Lars Bill Lundholm, svensk manusförfattare.
  - Christian Zell, svensk skådespelare.
- 17 september – John Ritter, amerikansk skådespelare.
- 19 september – Jeremy Irons, brittisk skådespelare.
- 24 september
  - Gordon Clapp, amerikansk skådespelare.
  - Phil Hartman, kanadensisk-amerikansk skådespelare.
- 25 september – Carl Axel Aurelius, biskop i Göteborgs stift.
- 26 september
  - Olivia Newton-John, amerikansk sångerska och skådespelare.
  - Vladimir Remek, tjeckisk kosmonaut.
- 28 september – Sören Cratz, svensk fotbollstränare.
- 29 september
  - Theo Jörgensmann, tysk klarinettist och kompositör.
  - Jon Lindström, finlandssvensk regissör och manusförfattare.
  - John M. McHugh, amerikansk republikansk politiker, ledamot av representanthuset 1993–2009, arméminister 2009–2015.

### Fjärde kvartalet

#### Oktober
- 2 oktober
  - Avery Brooks, amerikansk skådespelare.
  - Donna Karan, amerikansk modeskapare.
- 3 oktober
  - Ian MacDonald, brittisk författare och musikkritiker.
  - Allyson Schwartz, amerikansk demokratisk politiker.
- 6 oktober – Gerry Adams, nordirländsk politiker, ledare för Sinn Féin.
- 8 oktober
  - Claude Jade, fransk skådespelare.
  - Johnny Ramone, amerikansk musiker.
  - Baldwin Spencer, premiärminister i Antigua och Barbuda från 2004.
- 9 oktober
  - Jackson Browne, amerikansk sångare och kompositör.
  - Paul LePage, amerikansk republikansk politiker, guvernör i Maine 2011-.
- 11 oktober
  - Ray Mabus, amerikansk demokratisk politiker, guvernör i Mississippi 1988–1992, marinminister 2009-.
  - Göran Rosenberg, svensk journalist, utrikeskorrespondent och författare.
- 12 oktober – John Engler, amerikansk republikansk politiker, guvernör i Michigan 1991–2003.
- 15 oktober – Rush Holt, amerikansk demokratisk politiker.
- 16 oktober
  - Peter Asch, amerikansk vattenpolospelare.
  - Greg Bell, amerikansk republikansk politiker.
  - Hema Malini, indisk skådespelare.
  - Gary Miller, amerikansk republikansk politiker och affärsman.
- 17 oktober
  - Eva Gröndahl, svensk skådespelare, regissör och manusförfattare.
  - Margot Kidder, amerikansk skådespelare.
- 22 oktober
  - Agneta Fagerström-Olsson, svensk regissör, producent, manusförfattare och fotograf.
  - Lynette Fromme, kriminell, en av Charle Mansons flickor.
- 24 oktober – Barry Ryan, brittisk sångare.
- 25 oktober – Glenn Tipton, brittisk musiker, gitarrist i Judas Priest.
- 27 oktober – Ingela Agardh, svensk journalist och programledare i TV.
- 29 oktober – Kate Jackson, amerikansk skådespelare.
- 30 oktober – Ines Uusmann, svensk politiker (socialdemokrat), kommunikationsminister 1994–1998.
- 31 oktober – Michael Kitchen, brittisk skådespelare.

#### November
- 1 november – Jim Steinman, amerikansk musiker, kompositör och skivproducent.
- 2 november – Denis Murphy, brittisk parlamentsledamot för Labour 1997–2010.
- 3 november
  - Helmuth Koinigg, österrikisk racerförare.
  - Lulu, brittisk popsångerska.
- 6 november – Glenn Frey, amerikansk sångare, gitarrist och skådespelare.
- 9 november
  - Bille August, dansk filmregissör.
  - Henrik S Järrel, svensk TV-personlighet, mediekonsult och politiker (moderat).
- 10 november
  - Greg Lake, brittisk rockmusiker, basist.
  - Vincent Shiavelli, amerikansk skådespelare.
- 14 november
  - Charles, kronprins av Storbritannien.
  - Kristina Lugn, svensk poet och författare.
- 19 november – Per Odeltorp, svensk musiker, sångare och kompositör med artistnamnet Stig Vig
- 20 november
  - John Bolton, amerikansk politiker och diplomat, USA:s FN-ambassadör 2005–2006.
  - Barbara Hendricks, amerikansk-svensk sångerska, sopran.
  - Gunnar Nilsson, svensk racerförare.
- 21 november – Deborah Shelton, amerikansk fotomodell och skådespelare.
- 26 november – Claes Elfsberg, svensk journalist.
- 28 november – Agnieszka Holland, polsk skådespelare.

#### December
- 3 december – Ozzy Osbourne, brittisk musiker, sångare i Black Sabbath.
- 4 december – Mikael Rickfors, svensk musiker och låtskrivare
- 6 december
  - Don Nickles, amerikansk republikansk politiker och affärsman, senator 1981–2005.
  - JoBeth Williams, amerikansk skådespelare och regissör.
- 10 december – Abu Abbas, syrisk terrorist.
- 12 december
  - David Karnes, amerikansk republikansk politiker, senator 1987–1988.
  - Colin Todd, engelsk fotbollsspelare och tränare.
- 13 december
  - Ted Nugent, amerikansk rock-and-roll-musiker.
  - Brian Wilson, brittisk parlamentsledamot.
- 18 december – Ed Kemper, amerikansk seriemördare.
- 21 december
  - Samuel L. Jackson, amerikansk skådespelare.
  - Anneli Martini, svensk skådespelare.
- 22 december – Lynne Thigpen, amerikansk skådespelare.
- 23 december – David Davis, brittisk parlamentsledamot för Conservative från 1987.
- 25 december – Barbara Mandrell, amerikansk sångerska.
- 27 december
  - Larry Byrom, amerikansk kompositör, sångtextförfattare och musiker (gitarr).
  - Gérard Depardieu, fransk skådespelare.
- 30 december – Horace Engdahl, svensk litteraturvetare, ständig sekreterare i Svenska akademien.
- 31 december – Donna Summer, amerikansk discosångerska.

## Avlidna

### Första kvartalet

#### Januari
- 15 januari – Josephus Daniels, 85, amerikansk demokratisk politiker, USA:s marinminister 1913–1921.
- 18 januari – Charles Magnusson, 69, svensk filmproducent, fotograf, filmbolagsdirektör, regissör och manusförfattare.
- 19 januari – Tony Garnier, 78, fransk arkitekt.
- 24 januari
  - Arthur Liebehenschel, 46, tysk nazist, SS-Obersturmbannführer (avrättad).
  - Maria Mandl, 36, SS-Lagerführerin i Auschwitz-Birkenau 1942–1944 (avrättad).
- 28 januari – Hans Aumeier, 41, tysk SS-officer, krigsförbrytare.
- 29 januari – Aimone av Aosta, 47, italiensk prins, titulärkung av Kroatien.
- 30 januari
  - Mahatma Gandhi, 78, indisk politiker och andlig ledare (mördad).
  - Orville Wright, 76, amerikansk flygpionjär.

#### Februari
- 5 februari – Johannes Blaskowitz, 64, tysk generalöverste.
- 8 februari – Joseph Sherman Frelinghuysen, 78, amerikansk republikansk politiker, senator 1917–1923.
- 16 februari – Irmfried Eberl, 37, tysk SS-läkare, kommendant i Treblinka.
- 20 februari – Robert P. Lamont, 80, amerikansk politiker och affärsman.
- 29 februari – Oscar Heurlin, 59, svensk skådespelare.

#### Mars
- 3 mars – Thomas H. Moodie, 69, amerikansk demokratisk politiker, guvernör i North Dakota 1935.
- 4 mars
  - Antonin Artaud, 51, fransk författare, skådespelare och regissör.
  - Elsa Brändström, 59, svensk sjuksköterska, Sibiriens ängel.
- 8 mars – Hulusi Behçet, 59, turkisk dermatolog.
- 10 mars – Jan Masaryk, 61, tjeckoslovakisk utrikesminister.
- 17 mars – Johan Eklöf, 72, svensk skådespelare.
- 21 mars – Gustaf Elgenstierna, 76, svensk posttjänsteman, men mest känd som släktforskare.
- 24 mars – Sigrid Hjertén, 62, svensk konstnär[8].
- 28 mars – Gustaf Werner, 89, svensk affärsman och donator.
- 31 mars – Egon Erwin Kisch, 62, österrikisk-tjeckoslovakisk författare och journalist.

### Andra kvartalet

#### April
- 3 april – Bror Berger, 71, svensk skådespelare, manusförfattare, regissör och producent.
- 6 april – Eric Bengtson, 50, svensk kapellmästare, musikarrangör, kompositör och dirigent.
- 15 april – Manuel Roxas y Acuña, 56, Filippinernas president.
- 19 april – Jullan Jonsson, 65, svensk skådespelare.
- 22 april – James V. McClintic, 69, amerikansk demokratisk politiker, kongressledamot 1915–1935.
- 25 april – Eric von Rosen, 68, svensk godsägare, forskningsresande och etnograf.

#### Maj
- 3 maj
  - Gideon Wahlberg, 57, svensk författare, teaterledare, skådespelare och kompositör.
  - Wilhelm Sarwe, 88, svensk missionär.
- 25 maj – Sidney Preston Osborn, 64, amerikansk demokratisk politiker, guvernör i Arizona.

#### Juni
- 2 juni
  - Karl Brandt, 44, Adolf Hitlers personlige läkare och chef för Nazitysklands eutanasiprogram (avrättad).
  - Viktor Brack, 43, tysk nazistisk politiker, dömd krigsförbrytare.
  - Wolfram Sievers, 42, tysk SS-officer, dömd krigsförbrytare.
  - Joachim Mrugowsky, 42, tysk SS-läkare, dömd krigsförbrytare.
  - Rudolf Brandt, 39, tysk SS-officer, dömd krigsförbrytare.
  - Karl Gebhardt, 50, tysk SS-läkare, dömd krigsförbrytare.
  - Waldemar Hoven, 45, tysk SS-läkare, dömd krigsförbrytare.
- 6 juni – Louis Lumière, 83, fransk uppfinnare av kinematografen.
- 10 juni – Lewis B. Schwellenbach, 53, amerikansk demokratisk politiker och jurist.

### Tredje kvartalet

#### Juli
- 5 juli – Carole Landis, 29, amerikansk skådespelerska.
- 15 juli – John J. Pershing, 87, amerikansk general.
- 21 juli
  - Arshile Gorky, 44, amerikansk-armenisk konstnär.
  - D.W. Griffith, 73, amerikansk filmregissör.
- 28 juli – Fred P. Cone, 76, amerikansk demokratisk politiker, guvernör i Florida 1937–1941.
- 29 juli – James E. Watson, 83, amerikansk republikansk politiker, majoritetsledare i USA:s senat 1929–1933.

#### Augusti
- 13 augusti – George F. Shafer, 59, amerikansk politiker, guvernör i North Dakota 1929–1932.
- 16 augusti
  - Babe Ruth, 53, amerikansk basebollspelare.
  - Harry Dexter White, 55, amerikansk nationalekonom.
- 28 augusti – James M. Slattery, 70, amerikansk demokratisk politiker, senator 1939–1940.

#### September
- 3 september – Edvard Beneš, 64, tjeckoslovakisk politiker, president 1935–1938 och 1945-1948.
- 17 september – Folke Bernadotte, 53, svensk greve, rödakorsledare, internationell FN-medlare [8] (mördad).
- 21 september – Fredrik Adelborg, 61, svensk diplomat, militär, direktör, forskningsresande, donator och författare.
- 27 september – Olga Adamsen, 86, svensk skådespelare.

### Fjärde kvartalet

#### Oktober
- 10 oktober – Mary Eaton, 47, amerikansk dansös och skådespelare.
- 12 oktober – Emilie Rathou, 86, Vita bandets grundare.
- 15 oktober – Ester Nordström, 57,svensk journalist och författare.
- 18 oktober – Walther von Brauchitsch, 67, tysk generalfältmarskalk, arméchef 1938–1941.
- 22 oktober – Fritz Dietrich, 50, tysk SS-officer, dömd krigsförbrytare.
- 23 oktober – Carl E. Bailey, 54, amerikansk demokratisk politiker, guvernör i Arkansas 1937–1941.
- 24 oktober – Franz Lehár, 78, ungersk operettkompositör.

#### November
- 15 november – Clarence Morley, 79, amerikansk jurist och politiker, guvernör i Colorado 1925–1927.
- 17 november – Birger Ljungström, 76, svensk uppfinnare och ingenjör.
- 21 november – Karin Alexandersson, 69, svensk skådespelare.
- 23 november – Åke Hasselgård, 26, svensk jazzmusiker.

#### December
- 4 december – George L. Berry, 66, amerikansk fackföreningsledare och demokratisk politiker.
- 22 december – Emanuel Vigeland, 73, norsk målare
- 23 december – Hideki Tojo, 63, japansk general och premiärminister (avrättad).

## Nobelpris[19]
- Fysik – Patrick Blackett, Storbritannien
- Kemi – Arne Tiselius, Sverige
- Medicin – Paul Müller, Schweiz
- Litteratur – T.S. Eliot, Storbritannien
- Fred – Inget pris utdelades

### Fotnoter
1. 1 2 3 4 5 6 7 8 9  100 år med Aftonbladet – 1948, 1999
2. 1 2 3 4 5 6 7 8 9 10 11 12 13 14 15 16 17  20:e århundradets När Var Hur – 1948, Bernt Himmelstedt, Forum, 1999
3. ↑  ”Norrländska socialdemokraten 31 december 2007 - Historien om världens största stad (läst 3 april 2011)”. http://www.nsd.se/nyheter/artikel.aspx?ArticleID=3597686.
4. 1 2 3 4  Faktakalendern 2000 – 1948 (Utlandet) , Semic, 1999
5. 1 2 3 4 5 6 7 8  Sverige 1900-talet – 1948, NE, Bra Böcker, 2000
6. ↑  Moore, P. (1995) The Guinness book of astronomy (5th ed.) Enfield, UK: Guinness Publishing. p. 110.
7. 1 2 3 4  Faktakalendern 1996, Semic, 1995
8. 1 2 3 4 5 6 7 8 9 10 11 12 13  Hundra år i Sverige – 1948, Hans Dahlberg, Albert Bonniers, 1999
9. ↑  ”A brutal murder begins an unusual investigation — History.com This Day in History — 5/14/1948”. http://www.history.com/this-day-in-history/a-brutal-murder-begins-an-unusual-investigation.
10. ↑  Faktakalendern 2000 – 1948 (Sverige), 1999
11. ↑  ”The Lost Decade Timeline”. BBC. Arkiverad från originalet den 21 augusti 2006. https://web.archive.org/web/20060821095537/http://www.bbc.co.uk/bbcfour/lostdecade/timeline_html.shtml. Läst 25 september 2007.
12. 1 2  Faktakalendern 2006, Semic, 2005
13. ↑  Faktakalendern 1997, Semic, 1996
14. ↑  75 år Sverige, Carl-Adam Nycop, Bokförlaget Bra böcker, 1976, sidan 157 - Fotbollsguld i London-OS"
15. ↑  ”ACCJ Online History Timeline”. Arkiverad från originalet den 17 september 2008. https://web.archive.org/web/20080917092752/http://www.accj.or.jp/history/.
16. 1 2  ”USA:s militära insatser i utlandet”. Arkiverad från originalet den 9 december 2013. https://web.archive.org/web/20131209174005/http://www.history.navy.mil/library/online/forces.htm. Läst 31 januari 2011.
17. ↑   Guinness book of world records. 2008. sid. 137
18. ↑  Sverige 1900-talet – Bruket dominerade Munkfors utveckling, NE, Bra Böcker, 2000
19. ↑  ”Nobelpriset”. https://www.nobelprize.org/prizes/lists/all-nobel-prizes/. Läst 10 april 2011.